# Rio Belaia
O rio Belaia (russo:  Бе́лая) também chamado Aguidel (em basquir|: Ағиҙел, tr. Ağiźel; em tártaro Alfabeto cirílico: Агыйдел; em tártaro latino: Ağídel; em tártaro arábico: اعىدئل), é um rio da Rússia, afluente pela margem esquerda do rio Kama, que por sua vez é afluente do rio Volga. O Belaia passa pelas repúblicas do Bascortostão e Tartaristão.
Nasce no sudeste dos Montes Urais. Banha as cidades de Beloretsk, Ishimbai, Ufa, Salavat, Sterlitamak e Birsk. Junta-se ao rio Kama perto de Neftekamsk.
É navegável até Sterlitamak na Primavera e até Ufa no Verão.
É apto para a prática de rafting.

## Galeria

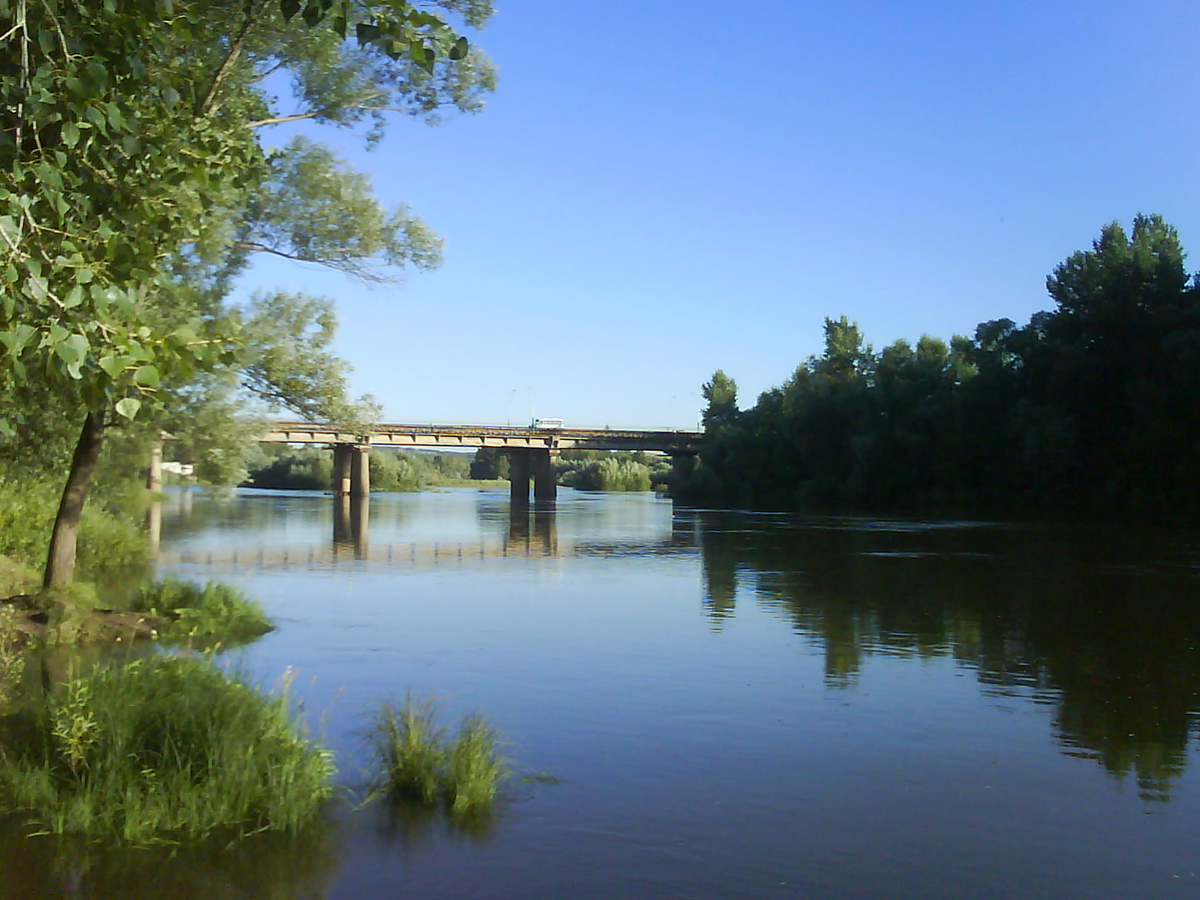
Ponte sobre o Belaia perto de Ishimbai
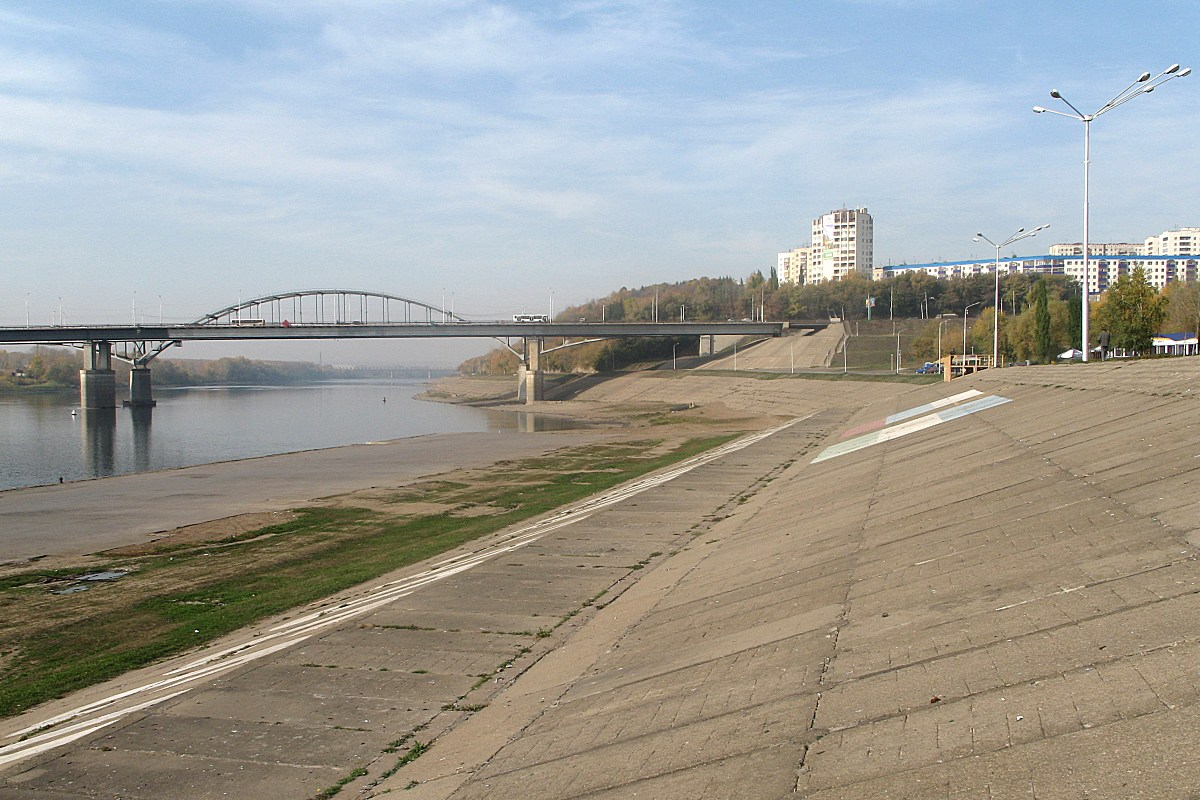
Belaia em Ufa